# Iginniarfik Helistop
Iginniarfik Helistop (IATA: , ICAO: BGIG) er en grønlandsk flyveplads beliggende i Iginniarfik med et græs-gruslandingsområde med en radius på 15 m. I 2008 var der 101 afrejsende passagerer fra flyvepladsen fordelt på 30 starter (gennemsnitligt 3,37 passagerer pr. start).
Iginniarfik Helistop drives af Mittarfeqarfiit, Grønlands Lufthavnsvæsen. Statens Luftfartsvæsen fører tilsyn med flyvepladsen.

## Eksterne links
- AIP for BGIG fra Statens Luftfartsvæsen Arkiveret 24. februar 2012 hos  Wayback Machine